# スキイモ 〜アニメがみたくなる呪文〜
『スキイモ 〜アニメがみたくなる呪文〜』（スキイモ アニメがみたくなるじゅもん）は、TBSテレビがYouTubeにて2015年4月から2017年2月まで毎週水曜日に配信していたアニメ系の情報番組・バラエティ番組。略称は『新スキイモ』。
2013年3月に『女子が語るアニメ話「これスキ!なんかイモみたい!!」』（じょしがかたるアニメばなし これスキ なんかイモみたい、略称：スキイモ）として開始し、2015年4月にリニューアル。2017年2月9日配信分をもって最終回（#95）。

## 概要
肩書きは当時。
番組司会
- TBSアナウンサー：宇垣美里
- 声優：M・A・O
- バリニャン：猫のぬいぐるみ・一部駆動・裏で音声

新スキイモまんが劇場（ミニ番組）
- 声優：もものはるな、薮内満里奈、臼井晴菜、彩川ひなの
- 東京アニメーター学院：吉田有花

過去番組司会
- 2013年3月26日 - 2015年3月25日
  - 声優：渕上舞
  - TBSアナウンサー：第1回から第53回までは佐藤渚
  - TBSアナウンサー：第54回から第104回までは杉山真也

TBSアナウンサーと声優の渕上舞をメインMCに起用。TBS製作のアニメ作品に出演した女性声優をゲストに迎え、製作裏話や作品の今後の展開などのトークを繰り広げる。2014年4月より、タイトルを『みんなが語るアニメ話「これスキ!なんかイモみたい!!」』に変更し、配信。また第55回よりエンディング後にミニコーナーとなる「なんかイモみたい!まんが劇場」が開始。これは日本マンガ芸術学院の生徒が毎回登場し、描いた4コマ漫画に渕上と共に声を充てるというものである。
なお本編とは別に、不定期で「スキイモにゅーす」「スキイモれぽーと」のサブタイトルでアニメ関連の話題を提供している。
映像の右上にウォーターマークを表示している（地上波のウォーターマークを大きくしたもの）。
- 2015年3月4日（101回）配信にて2015年3月いっぱいにて一時番組終了を告知する。また、3月から最終までゲストは来ない。渕上と番組の振り返りを4週に渡って行った。

『新スキイモ』は当初は宇垣美里アナとピンク色のネコ（名前およびキャスト不詳）の出演だったが、#3よりM・A・OがもうひとりのMCとして宇垣と交互で出演している。また「スキイモ劇場」パートではもものはるながMCを担当する。
- 猫のぬいぐるみ、この番組内で佐藤渚が「仕切りやの大御所猫」をテーマで書いた猫を実体化。第01回宇垣美里にて「バリニャン」に命名。

- 2017年2月2日 次回で番組最終回を告知。今回で宇垣美里との最後の回（#94）。

- 2017年3月1日 公式YouTubeチャンネルが『トキメキ感謝祭のトキメキチャレンジ！』に名称変更して復活[3]。トキメキ感謝祭メインの番組となる。司会者はセクシー齋藤。過去の『新スキイモ』も配信継続。

## ゲスト
ほぼ1ヶ月おきに変わる。
- 第1回 - 第5回：早見沙織（『やはり俺の青春ラブコメはまちがっている。』雪ノ下雪乃役）
- 第6回 - 第10回、第93回 - 第96回：大亀あすか（『フォトカノ』柚ノ木梨奈役・『幸腹グラフィティ』森野きりん役）
- 第11回 - 第14回：赤﨑千夏（『キルミーベイベー』折部やすな役）、田村睦心（同・ソーニャ役）
- 第15回 - 第19回：牧野由依（『ステラ女学院高等科C3部』大和ゆら役）
- 第20回 - 第23回：高森奈津美（『ローゼンメイデン』斉藤役）
- 第24回 - 第27回：西崎莉麻（『ステラ女学院高等科C3部』霧島れんと役）
- 第28回 - 第32回：三森すずこ（『アウトブレイク・カンパニー』ミュセル・フォアラン役）
- 第33回 - 第36回：茅野愛衣（『IS 〈インフィニット・ストラトス〉2』織斑マドカ役）
- 第37回 - 第40回：渕上舞[4]（『桜Trick』池野楓役・『アウトブレイク・カンパニー』ペトラルカ・アン・エルダント三世役）
- 第42回 - 第45回：戸田めぐみ（『桜Trick』飯塚ゆず役）
- 第46回 - 第49回：東山奈央（『魔法戦争』相羽六役）
- 第50回 - 第53回：相坂優歌（『桜Trick』野田コトネ役）
- 第54回 - 第58回：タカオユキ（『ブレイドアンドソウル』アルカ役）
- 第59回 - 第62回：佐藤利奈（『僕らはみんな河合荘』錦野麻弓役）
- 第63回 - 第66回：雨宮天（『ブレイドアンドソウル』ジン・ハズキ役）
- 第67回 - 第71回：伊藤美来（『普通の女子校生が【ろこどる】やってみた。』宇佐美奈々子役）
- 第72回 - 第75回：沼倉愛美（『RAIL WARS!』桜井あおい役）
- 第76回 - 第79回：吉岡麻耶（『普通の女子校生が【ろこどる】やってみた。』三ヶ月ゆい役）
- 第80回 - 第84回：M・A・O（『俺、ツインテールになります。』桜川尊役）※上述の通り、「新スキイモ」ではMCのひとりとなる。
- 第85回 - 第88回：阿澄佳奈（『ひだまりスケッチ×ハニカム』ゆの役・『武装神姫』アン役）
- 第89回 - 第92回：水瀬いのり（『普通の女子校生が【ろこどる】やってみた。』名都借みらい役）
- 第97回 - 第100回：内村史子（『銃皇無尽のファフニール』レン・ミヤザワ役）
- 第101回 - 第104回：なし[5]

## 各回リスト
配信日の「※」は木曜日、「☆」は火曜日に配信。
| 回数       | サブタイトル                                                                                              | 配信日         |
| スキイモ   | スキイモ                                                                                                  | スキイモ       |
| ---------- | --- | -------------- |
| #1         | - | 2013年 3月26日 |
| #2         | マイマイがまさかの他局ネタ!?                                                                              | 4月2日         |
| #3         | 【ウラ話】人気声優のキャラづくり秘話                                                                      | 4月9日         |
| #4         | 【大丈夫!】現場の大丈夫は、信じられない!?                                                                 | 4月16日        |
| #5         | 【フェチ話】あ〜それ、分かるぅ〜                                                                          | 4月24日        |
| #6         | 【攻めろ! 絶対領域】亀ラマンのシャッターチャンスだ!!                                                      | 5月2日         |
| #7         | 【私をその気にさせてネ♡】シャッターチャンスよ!                                                            | 5月8日         |
| #8         | 【撮ってみた】けっこうイイかも                                                                            | 5月14日        |
| #9         | 【プロの技!?】声優 & アナウンサーがキャラでボケテみました。                                               | 5月22日        |
| #10        | 【ウラ話】『す巻きとキスの声の作り方』                                                                    | 5月29日        |
| #11        | 【キルミーベイベー】やすなとソーニャは人気者!                                                             | 6月6日         |
| #12        | 【キルミーベイベー】「サウンドバッグとは何? どうする折部やすな!                                           | 6月12日        |
| #13        | 【ウラ話】振り切りました! この仕事は面白い!!                                                              | 6月19日        |
| -          | 【スキイモにゅーす】秋葉原K-BOOKSで『武装神姫』のコラボスイーツ販売!!                                     | 6月19日        |
| #14        | 【ソーニャちゃ〜ん】ISの痛チャリだよぉ!                                                                   | 6月26日        |
| #15        | 【フリーズ!】マシンガンに狙われた二人                                                                     | 7月3日         |
| #16        | 【ヒット!】女子が語るサバゲー話                                                                           | 7月10日        |
| #17        | 【私たち撃ちます!】気分はすっかりスナイパー                                                               | 7月17日        |
| #18        | 【サバゲ－】でボケます                                                                                    | 7月24日        |
| #19        | 【はい、ポーズ!】美しく決めます。                                                                         | 7月31日        |
| -          | 【スキイモにゅ〜す】『ローゼンメイデン』OPテーマ発売記念イベント & 「海の家」オープン                     | 8月3日         |
| #20        | 【舌を巻く!】ワタシマキマシタワ                                                                           | 8月7日         |
| #21        | 【二次元に】なった二人                                                                                    | 8月14日        |
| #22        | 【お願い!】私をもらって!                                                                                  | 8月21日        |
| #23        | 【これが分岐点。】まいた瞬間                                                                              | 8月28日        |
| #24        | 【莉麻流ホフク前進】                                                                                      | 9月4日         |
| #25        | 【これが私の"サバゲ道"】                                                                                  | 9月11日        |
| #26        | 【スタジオ驚愕!】汁がブシャー!                                                                            | 9月18日        |
| #27        | 【ウラ話】私が声優デビューするまで。                                                                      | 9月25日        |
| #28        | 陛下、私のツインテ萌えますか。                                                                            | 10月2日        |
| #29        | 【チーム・エルダント】気合い入れまくり!!                                                                  | 10月9日        |
| #30        | 【ヤッホー!】大好物の魚卵だぁ～。                                                                         | 10月16日       |
| #31        | 強そうなお兄さんたちに【キャー!】                                                                         | 10月23日       |
| #32        | 【だんだん芽生えた～】ミモセルのアーティスト魂                                                            | 10月30日       |
| #33        | 【この番組を奪いに来た】                                                                                  | 11月6日        |
| #34        | 【これスキ!】私もお願いしたい!!                                                                           | 11月13日       |
| #35        | 【アイアイの】マシュマロなボケ…                                                                           | 11月20日       |
| #36        | 【耳を広げてしっかり聞こう】『アイアイの良い話』                                                          | 11月27日       |
| -          | 【スキイモれぽーと】アウトブレイク・カンパニー アミュテック-秋の一斉入社試験-                             | 12月4日        |
| #37        | 【あっ、テーブルが!】だ、誰!?                                                                             | 12月4日        |
| #38        | 【陛下曰く】「ただのおバカアニメではないぞ」                                                              | 12月11日       |
| #39        | 【キルミーTシャツは】復活するんだ                                                                         | 12月18日       |
| #40        | 【サンタが伝授】勝利の魔法!                                                                               | 12月25日       |
| #41        | 【明けましておめでとうございます】                                                                        | 2014年 1月1日  |
| #42        | 【桜の二人】『特別なコトをしようと思うの…』                                                               | 1月8日         |
| #43        | 【いや、いや、】そこが特別なんだからぁ～!                                                                 | 1月15日        |
| #44        | 【めっ、】目以外がぁ～!                                                                                   | 1月22日        |
| #45        | 【イケメン猫との】禁断の愛                                                                                | 1月29日        |
| #46        | 【ゴメンなさぁ～い!】マイマイを魔法使いにしちゃったかも!?                                                 | 2月5日         |
| #47        | 【魔法が使えたらっ!】良かったぁ～、日本で。                                                               | 2月12日        |
| #48        | 【萌え萌え】オムライスをど～ぞ♡                                                                           | 2月19日        |
| #49        | 【緊張の現場で】『のほほん』とする魔法水                                                                  | 2月26日        |
| #50        | 【このカップリング!】スキイモTrick                                                                        | 3月5日         |
| #51        | 【どこまでするの?】それはOK、そこは…NG。                                                                  | 3月12日        |
| #52        | 【あっ、この香りは…】ダウニー!?                                                                           | 3月19日        |
| #53        | 【おふとんの中で】シアワセ～                                                                              | 3月26日        |
| #54        | 【お便りから…】まさかの～!!                                                                               | 4月2日         |
| #55        | 【オユキ】見参!                                                                                           | 4月9日         |
| #56        | 【切り刻んじゃが、】ガ、グワァ…                                                                           | 4月16日        |
| #57        | 【かわいいソックス】集めてます                                                                            | 4月23日        |
| #58        | 【私の大切な】これぐらいのカメ                                                                            | 4月30日        |
| #59        | 【ちがう!】違うんだって!!                                                                                 | 5月7日         |
| #60        | 【激白!】『声優人生でも初めてぐらいのシ〇ネタ言ってます。』                                               | 5月14日        |
| #61        | 【甘くて、おいしいチュロスをどうぞ、】ちょっと長くて硬いけど                                              | 5月22日※       |
| #62        | 【カレーなる】お仕事                                                                                      | 5月28日        |
| #63        | 【二丁拳銃で】狙い撃ち!!                                                                                  | 6月5日※        |
| #64        | 【ミステリアスキャンディ、】お一ついかが?                                                                 | 6月11日        |
| #65        | 【バン!!】                                                                                                | 6月18日        |
| #66        | 【あおスキ!】イつモ見ていたい                                                                             | 6月25日        |
| #67        | 新しい洋服で【ゲスト出演】してみた。                                                                      | 7月2日         |
| #68        | 【イエィ、イエィ、イエィ、うぉ、うぉ、うぉ、】キュン                                                      | 7月9日         |
| #69        | 【大人の階段】登ってみた                                                                                  | 7月16日        |
| #70        | 【み来ゅ】の【み来】にエール!                                                                             | 7月23日        |
| #71        | 【み来ゅ】は“甘くてカッコいい”が好き♡                                                                     | 7月31日※       |
| #72        | 【ま、まぁ】いいんじゃないでしょうか…                                                                     | 8月6日         |
| #73        | 【脚のうらの筋が…】                                                                                       | 8月13日        |
| #74        | 【グッドルッキングガール、】あなたのペンを使わせて。                                                      | 8月20日        |
| #75        | 【追い詰められるの…】好き。                                                                               | 8月27日        |
| #76        | 【かぶり忘れているよぉ～!】中の人!                                                                        | 9月3日         |
| #77        | 【『赤面している私を見て』】                                                                              | 9月11日※       |
| #78        | 【瞳に乾杯!】セクシームルデル                                                                             | 9月17日        |
| #79        | 【そうよ私は】さそり食べた女♪                                                                             | 9月24日        |
| #80        | 【いいじゃん!】この名前                                                                                   | 10月1日        |
| #81        | 【私のコスプレ属性を】受け止めて!                                                                         | 10月8日        |
| #82        | 【この引き!】これがモーの属性力!                                                                          | 10月15日       |
| #83        | 【なぐられて…】ふっとんで!                                                                                | 10月22日       |
| #84        | 【レンズの】奥の瞳に釘づけ                                                                                | 10月29日       |
| #85        | 【心地よい】キャロルが聞こえる                                                                            | 11月5日        |
| #86        | 【アンも】出してほしい…!                                                                                  | 11月12日       |
| #87        | やさしさが…【痛い。】                                                                                     | 11月19日       |
| #88        | 【『得意料理は…』】                                                                                       | 11月26日       |
| #89        | ええっ!体を張って【水色】に!?                                                                             | 12月3日        |
| #90        | 【ご当地、ゆるキャラ、ディセンバー】                                                                      | 12月10日       |
| #91        | 【心の扉が開かれました】                                                                                  | 12月17日       |
| #92        | 【壁ドン!】の成立条件とは!?                                                                               | 12月24日       |
| #93        | 今年は、さらなる【タカミ】へ                                                                              | 2015年 1月7日  |
| #94        | 色気と食い気が【芝居気】                                                                                  | 1月14日        |
| #95        | 美味しそうにイモを食べる君が【スキ】                                                                      | 1月21日        |
| #96        | 譲れない【渾身の一発!!】                                                                                  | 1月28日        |
| #97        | 頭の中にいる【ドラゴン】                                                                                  | 2月4日         |
| #98        | 【シャリコ・オン・ハイ】                                                                                  | 2月11日        |
| #99        | セクシーキャラの【胸パン!】                                                                               | 2月18日        |
| #100       | 【0.5センチメートル】と【依存症】                                                                         | 2月25日        |
| #101       | 【あなたのお名前ナンだっけ？】（初級編）・抜き打ちテスト「A・B・C」Cの隠した番組内の呼び名を当てる        | 3月4日         |
| #102       | 【あなたのお名前ナンだっけ？】（中・上級編）・抜き打ちテスト「A・B・C」A・Bの隠した番組内の呼び名を当てる | 3月11日        |
| #103       | 【ボケたら、世界が変わりました。】2013年4月から2014年3月分の「ボケて」の傑作作品を振り返る                | 3月18日        |
| #104       | 【ボケても、世界は終わらない!】2014年4月から2015年2月分の「ボケて」の傑作作品を振り返る                   | 3月25日        |
| 新スキイモ | |                |
| #00        | 【リニューアル!!】                                                                                        | 4月1日         |
| #01        | 【え、私ですか!?】「スキイモ」新MC決定                                                                    | 4月8日         |
| #1         | 【これから改めて#1の配信をします。】                                                                      | 4月15日        |
| #2         | 【青春の1ページ】                                                                                         | 4月22日        |
| #2.5       | スキイモ!緊急告知                                                                                         | 4月27日☆       |
| #3         | 【私でもいいですよね！】                                                                                  | 4月30日        |
| #4         | 【私のセッテイ！？】                                                                                      | 5月6日         |
| #5         | 【好きなアニソンを語ろう】                                                                                | 5月13日        |
| #6         | 【ヤンキーとホワイトソックス】                                                                            | 5月20日        |
| #7         | 【そこで、このアニメを見ちゃダメ〜！】                                                                    | 5月26日        |
| #8         | 【アニメフェスタでニヤニヤが止まらない。】                                                                | 6月3日         |
| #9         | 【P目線で商品化を】                                                                                       | 6月10日        |
| #10        | 【あなたが唄うのよ】                                                                                      | 6月17日        |
| #11        | 【あったらいいな、特殊能力】                                                                              | 6月24日        |
| #12        | 【それでも、デモ聴いてみた。】                                                                            | 7月1日         |
| #13        | 【“ロボアニメ”について思うこと】                                                                          | 7月8日         |
| #14        | 【歌っちゃいなよ！】                                                                                      | 7月15日        |
| #15        | 【役に立つ？私の特殊能力！】                                                                              | 7月22日        |
| #16        | 【トキメキがゲットできますように！】                                                                      | 7月29日        |
| #17        | 【アニメが好きでもイイですか。】                                                                          | 8月5日         |
| #18        | 【CVチェッカー『ウガミー』】                                                                              | 8月12日        |
| #19        | 【【ろこどる】イベント映像公開！！流川市より愛を込めて！】                                                | 8月19日        |
| #20        | 【特等席で私を見てね！】                                                                                  | 8月27日※       |
| #21        | 【騎士道もタイヘンだ！】                                                                                  | 9月2日         |
| #22        | 【元ヤン逃走24時】                                                                                        | 9月9日         |
| #23        | 【M・A・Oのアクションはゴーカイに！】                                                                     | 9月16日        |
| #24        | 【実況のコツ!?】                                                                                          | 9月23日        |
| #25        | 【煮干の食べ過ぎ注意です】                                                                                | 9月30日        |
| #26        | 【キラキラ2.5の世界】                                                                                     | 10月7日        |
| #27        | 【テンション上がってます〜】                                                                              | 10月14日       |

## 歌ってみた
新スキイモ！#60で「声優ですが○○歌ってみた」企画を発表。2016年11月24日配信にて新スキイモ！#84、5人でのユニット名募集し新たに展開していく予定。その後2016年12月23日ニコニコ生放送 「スキイモ」出張版！新ユニット決定！！ライブに向けて作戦会議！！！、での放送中に追加メンバー1人と2017年1月22日「「トキメキ感謝祭結成記念 1st LIVE ドキドキ！トキメキ感謝祭」」ライブにて新たに追加メンバーを発表とアニメ化も発表。
メンバー「M・A・O」、「村川梨衣」、「伊藤美来」、「広瀬ゆうき」、「石田晴香」、「山崎エリイ」、「豊田萌絵」
- M・A・O　「少女A」 中森明菜、「17才」 森高千里
- 村川梨衣　「Oneway Generation」 本田美奈子
- 伊藤美来　「C-Girl」 浅香唯
- 3人で歌う、M・A・O、村川梨衣、伊藤美来　「Remember」 風間三姉妹「浅香唯 大西結花 中村由真」
- 広瀬ゆうき　「夏色のナンシー」 早見優
- 石田晴香　「Say Yes!」 菊池桃子バージョン
- 山崎エリイ　「湾岸太陽族」　荻野目洋子

### イベント
- 2017年1月22日「トキメキ感謝祭結成記念 1st LIVE ドキドキ！トキメキ感謝祭」

- 出演：「M・A・O」、「村川梨衣」、「伊藤美来」、「広瀬ゆうき」、「石田晴香」、「豊田萌絵」

- 2017年3月19日「アクションヒロイン チアフルーツ presents トキメキ感謝祭2ndライブ トキ祭"プチ"～3月のパッション～」

- 出演：「伊藤美来」、「山崎エリイ」、「石田晴香」

- 2017年5月21日「アクションヒロイン チアフルーツ presents トキメキ感謝祭3rdライブ トキ祭"グランデ"～5月のエモーション～」

- 出演：トキメキ感謝祭

## メインスタッフ
- 制作 - わたなべさとし（TBSトライメディア）、滝沢一裕（TBSトライメディア）
- カメラ・技術 - 柳澤孝和（ジャスク）
- 美術・スタジオ - 勝藤俊則（アックス）
- ヘアメイク - 永藤麻里子
- 製作・著作 - TBSテレビ

## エンディングアニメ
新スキイモでは使用せず。

### エンディングテーマ
「がーるず・まじっく」
作詞 - 龍波しゅういち / 作曲・編曲 - 稲井ゆう / 歌 - 赤坂リク

### スタッフ
- キャラクター原案 - 小原トメ太（QP:flapper）
- 3Dキャラクターモデリング - 酒井基
- アニメーション監督 - 江上怜
- 制作 - シャフト
- 製作著作 - TBS